# E-Prix di Buenos Aires 2017
L'E-Prix di Buenos Aires 2017 è stata la terza prova del Campionato di Formula E 2016-2017. Si è svolta il 18 febbraio ed ha visto la terza vittoria stagionale su tre gare di Buemi.

## Risultati

### Qualifiche
Nella sessione di qualifiche si è avuta la seguente situazione.
| Pos.                        | No. | Pilota                 | Team              | Tempo    | Distacco | Grid |
| --------------------------- | --- | ---------------------- | ----------------- | -------- | -------- | ---- |
| 1                           | 11  | Lucas Di Grassi        | Audi Sport ABT    | 1:09.404 |          | 1    |
| 2                           | 25  | Jean-Éric Vergne       | Techeetah         | 1:09.598 | +0.194   | 2    |
| 3                           | 9   | Sébastien Buemi        | Renault E.Dams    | 1:09:825 | +0.421   | 3    |
| 4                           | 88  | Oliver Turvey          | NextEV NIO        | 1:10:075 | +0.671   | 4    |
| 5                           | 3   | Nelson Piquet Jr.      | NextEV NIO        | 1:11.274 | +1.870   | 5    |
| 6                           | 8   | Nicolas Prost          | Renault E.Dams    | 1:09.442 | +0.038   | 6    |
| 7                           | 20  | Mitch Evans            | Jaguar            | 1:09.505 | +0.101   | 7    |
| 8                           | 19  | Felix Rosenqvist       | Mahindra          | 1:09.681 | +0.277   | 8    |
| 9                           | 7   | Jérôme d'Ambrosio      | Dragon Racing     | 1:09.697 | +0.293   | 9    |
| 10                          | 2   | Sam Bird               | DS Virgin Racing  | 1:09.839 | +0.435   | 10   |
| 11                          | 4   | Stéphane Sarrazin      | Venturi           | 1:10.100 | +0.696   | 11   |
| 12                          | 23  | Nick Heidfeld          | Mahindra          | 1:10.152 | +0.748   | 12   |
| 13                          | 27  | Robin Frijns           | MS Amlin Andretti | 1:10.172 | +0.768   | 13   |
| 14                          | 6   | Loïc Duval             | Dragon Racing     | 1:10.257 | +0.853   | 14   |
| 15                          | 47  | Adam Carroll           | Jaguar            | 1:10.946 | +1.542   | 15   |
| 16                          | 66  | Daniel Abt             | Audi Sport ABT    | 1:13.284 | +3.880   | 16   |
| 17                          | 28  | António Félix da Costa | MS Amlin Andretti | 1:13.326 | +3.952   | 17   |
| Tempo limite 110%: 1:15.626 |     |                        |                   |          |          |      |
| 18                          | 37  | José María López       | DS Virgin Racing  | 1:16.760 | +7.356   | 18   |
| 19                          | 33  | Ma Qinghua             | Techeetah-Renault | 1:22.405 | +13.001  | 19   |
| 20                          | 5   | Maro Engel             | Venturi           | 1:44.239 | +34.835  | 20   |
|                             |     |                        |                   |          |          |      |

### Gara
| Pos. | No. | Driver                 | Team              | Laps | Time/Retired | Grid | Points |
| ---- | --- | ---------------------- | ----------------- | ---- | ------------ | ---- | ------ |
| 1    | 9   | Sébastien Buemi        | Renault E.Dams    | 37   | 45'45.623    | 3    | 25     |
| 2    | 25  | Jean-Éric Vergne       | Techeetah         | 37   | +2.996       | 2    | 18     |
| 3    | 11  | Lucas Di Grassi        | Audi Sport ABT    | 37   | +6.921       | 1    | 18     |
| 4    | 8   | Nicolas Prost          | Renault E.Dams    | 37   | +8.065       | 6    | 12     |
| 5    | 3   | Nelson Piquet Jr.      | NextEV NIO        | 37   | +9.770       | 5    | 10     |
| 6    | 6   | Loïc Duval             | Dragon Racing     | 37   | +35.103      | 14   | 8      |
| 7    | 66  | Daniel Abt             | Audi Sport ABT    | 37   | +35.801      | 16   | 6      |
| 8    | 7   | Jérôme d'Ambrosio      | Dragon Racing     | 37   | +36.335      | 9    | 4      |
| 9    | 88  | Oliver Turvey          | NextEV NIO        | 37   | +37.111      | 4    | 2      |
| 10   | 37  | José María López       | DS Virgin Racing  | 37   | +38.206      | 18   | 1      |
| 11   | 28  | António Félix da Costa | MS Amlin Andretti | 37   | +43.740      | 17   |        |
| 12   | 4   | Stéphane Sarrazin      | Venturi           | 37   | +44.243      | 11   |        |
| 13   | 20  | Mitch Evans            | Jaguar            | 37   | +44.918      | 7    |        |
| 14   | 27  | Robin Frijns           | MS Amlin Andretti | 37   | +49.683      | 13   |        |
| 15   | 23  | Nick Heidfeld          | Mahindra          | 37   | +51.456      | 12   |        |
| 16   | 33  | Ma Qinghua             | Techeetah         | 36   | +1 giro      | 16   |        |
| 17   | 47  | Adam Carroll           | Jaguar            | 36   | +1 giro      | 15   |        |
| 18   | 19  | Felix Rosenqvist       | Mahindra          | 34   | +3 giri      | 8    | 1      |
| Rit  | 5   | Maro Engel             | Venturi           | 26   | Elettronica  | 20   |        |
| Rit  | 2   | Sam Bird               | DS Virgin Racing  | 20   | Incidente    | 10   |        |
|      |     |                        |                   |      |              |      |        |

## Classifiche

### Piloti
| +/– | Pos | Pilota           | Punti    |
| --- | --- | ---------------- | -------- |
|     | 1   | Sébastien Buemi  | 75       |
|     | 2   | Lucas Di Grassi  | 46 (–29) |
|     | 3   | Nicolas Prost    | 36 (–39) |
| 8   | 4   | Jean-Éric Vergne | 22 (–53) |
| 1   | 5   | Felix Rosenqvist | 20 (–55) |

### Squadre
| +/– | Pos | Squadra         | Punti    |
| --- | --- | --------------- | -------- |
|     | 1   | e.Dams-Renault  | 111      |
|     | 2   | Audi Sport ABT  | 60 (–51) |
|     | 3   | Mahindra Racing | 37 (–74) |
| 2   | 4   | NextEV NIO      | 25 (–86) |
| 3   | 5   | Techeetah       | 22 (–89) |

## Altre gare
- E-Prix di Marrakech 2016
- E-Prix di Città del Messico 2017
- E-Prix di Buenos Aires 2016
- E-Prix di Buenos Aires 2018